# Житомирско-Бердичевская операция
Жито́мирско-Берди́чевская опера́ция — наступательная операция войск 1-го Украинского фронта Красной армии и чехословацких частей, проведённая 24 декабря 1943 — 14 января 1944 года с целью  уничтожения Корсунь-шевченковской группировки противника. Была частью стратегического наступления советских войск на Правобережной Украине.

## Обстановка перед операцией
После разгрома немецких войск под Курском Красная Армия развернула наступление на огромном фронте, форсировала Днепр и 6 ноября 1943 года освободила Киев. Немецкое командование понимало, что дальнейшее развитие ударов советских войск с киевского плацдарма угрожает выходом их в западные области Украины и к границам Польши. Поэтому, несмотря на большие потери, оно стремилось вернуть утраченные позиции. Сосредоточив крупные силы в районе Корнина и Житомира (до восьми танковых и моторизованных, и до семи пехотных дивизий), немецкие войска 15 ноября нанесли удар на узком участке фронта вдоль шоссе Житомир-Киев. Под напором их превосходящих сил советские войска были вынуждены оставить Житомир. После короткого затишья немецкое командование предприняло вторую попытку прорваться к Днепру севернее житомирского шоссе из районов Черняхова и Коростеня, но 14 декабря это наступление было остановлено. Наступление противника дало ему лишь незначительные тактические успехи и закончилось полным провалом. Враг на отдельных участках ещё продолжал бесплодные атаки, когда завершились последние приготовления наших войск к решительному удару. 
Большие потери понесённые в результате летнего и осеннего наступления 1943 года и ухудшение коммуникаций и возможностей аэродромного базирования в результате осенней распутицы требовали времени для передышки и пополнения личного состава, накопления материальных средств в частях Красной Армии, Однако предшествовавший разгром немецких войск создал определённые предпосылки для наступления. Многие дивизии немцев были обескровлены, оперативные резервы уничтожены, стратегических резервов немцы фактически не имели.
Продолжение наступления без оперативной паузы позволяло сорвать планы немецкого командование на стабилизацию Восточного фронта на линии Днепра.
Советским командованием учитывалось что на этом направлении у немцев не было хорошо подготовленной, глубоко эшелонированной обороны, а Советская Армия имела выгодную конфигурацию фронта и ряд крупных плацдармов на Днепре. Здесь находились главные силы Советской Армии, что позволяло без стратегической перегруппировки немедленно перейти в наступление и тем самым не дать время противнику на создание прочной обороны, проведение перегруппировки сил и восстановление ранее разбитых частей и соединений.

## Замысел операции
В соответствии с указаниями Ставки командование 1-го Украинского фронта при участии представителя Ставки маршала Г. К. Жукова разработало в начале декабря 1943 года план контрнаступления. По этому плану войска фронта должны были разгромить главную группировку противника на бердичевско-казатинском направлении и основными силами на 10-й день операции выйти на рубеж Любар, Хмельник-Винница и далее Тетиев, Володарка, а подвижными соединениями в район Жмеринки. Войскам правого крыла фронта ставилась задача разбить коростенскую группировку немецких войск и выйти на рубеж река Уборть, Олевск, река Случь на участке Новоград-Волынский, Любар. Войска левого крыла фронта должны были нанести поражение белоцерковской группировке врага. По директиве Ставки одновременно с 1-м Украинским фронтом в наступление должный были пойти войска 2-го Украинского фронта с задачей разгромить кировоградскую группировку противника и выйти в район Ново-Украинки. Действуя в дальнейшем направлении Шпола, Христиновка, они должны были сомкнуть фланги 1-го и 2-го Украинских фронтов. Обеспечение наступления правого крыла 1-го Украинского фронта ставка возложила на Белорусский фронт, поставив ему задачу разгрома мозырско-калинковичской группировки немцев.
Замыслом операции предусматривалось нанесение четырёх рассекающих ударов в полосе 200 км при общей протяжённости полосы фронта 490 км. Главный удар силами трёх общевойсковых (1-й гвардейской, 18-й и 38-й) и двух танковых армий (1-й и 3-й гвардейской) в центре фронта, на участке Радомышль, Фастов в общем направлении на Брусилов, Андрушевка, прорвать его оборону противника и к исходу второго дня наступления разгромить его брусиловскую группировку (8-я, 19-я и 25-я танковые дивизии и танковая дивизия СС «Рейх»), а затем наступать в общем направлении на Бердичев, Казатин. Ближайшая задача фронта — прорвать оборону противника и выйти на рубеж Минины, Кочерова, Корнин. В дальнейшем, к исходу шестого дня операции, намечалось овладеть рубежом Вересы, Тилин, Андрушевка, Кожанка. По выходе на этот рубеж предусматривалось развитие успеха в общем направлении Житомир, Бердичев, Казатин. Вспомогательные удары наносились на двое суток позже силами 60-й армии с приданными ей двумя танковыми корпусами (4-й и 5-й гв. тк) на правом крыле фронта в направлении Чайковки с задачей во взаимодействии с 3-й гвардейской танковой армией и частью сил 1-й гвардейской армии разгромить малинско-радомышльскую группировку противника и к исходу шестого дня операции выйти на рубеж Крапивня, Черняхов, Троковичи. Действовавшая на правом крыле фронта 13-я армия, усиленная 25-м танковым корпусом, должна была прочно удерживать занимаемый рубеж обороны и обеспечить стык с Белорусским фронтом, а частью сил на левом фланге на третий день операции нанести удар совместно с 60-й армией по группировке немцев в районе Коростеня и овладеть им; в последующем наступать на Новоград-Волынский. Армии левого крыла фронта получили следующие задачи: 40-я армия — прочно удерживать занимаемый рубеж и не допустить прорыва на Фастов, частью сил (2-3 дивизии) подготовить удар во взаимодействии с левым крылом 38-й армии в общем направлении на Корнин; в дальнейшем наступать на город Белая Церковь и овладеть им; 27-й армии оборонять занимаемый рубеж и быть готовым содействовать 40-й армии в овладении Белой Церковью.
Прорыв обороны командующий фронтом возложил на общевойсковые армии, а танковые решил использовать в качестве эшелона развития успеха. Последовательный ввод соединений фронта в операцию позволил эффективно использовать авиацию на каждом из направлений, а также осуществлять манёвр частью артиллерии РВГК.
По решению командующего фронтом артиллерию планировалось использовать централизовано. Во всех армиях был установлен общий порядок артподготовки продолжительностью 1,5 часа. Особое внимание в использовании артиллерии было уделено массированному её применению по наиболее сильным узлам сопротивления с плотностью до 200 орудий и миномётов на 1 км фронта, поддержка атаки пехоты и танков проводилась методом последовательно сосредоточения огня.
Авиационное обеспечение операции возлагалось на 2-ю воздушную армию. Основные силы авиации планировалось использовать для поддержки действий ударной группировки фронта. За двое суток до начала операции авиация должна была нанести удары по штабам, железнодорожным узлам и резервам немцев. Перед атакой пехоты предполагалось нанести удар всей массой штурмовой и бомбардировочной авиации по тактической обороне немецких войск. В последующем ставилась задача поддержать атаку главных сил путём непрерывного воздействия по боевым порядкам противника, вести борьбу с его резервами, подходившими из глубины и обеспечить ввод в сражение 3-й гвардейской и 1-й танковой армий.
Анализируя решение командующего фронтом на проведение контрнаступления, следует признать что, во-первых, нанесение главного удара на брусиловском направлении по основной группировке противника приводило к рассечению немецкого фронта, а дальнейшее наступление в направлении Житомир, Бердичев, Казатин, создавало условия выхода во взаимодействии с войсками 2-го Украинского фронта в тыл всей группы армий «Юг» и освобождения важнейших районов Правобережной Украины; во-вторых, с разгромом этой группировки окончательно снималась угроза Киеву, от которого немецкие войска находились всего лишь в 60 километрах; в-третьих, основная группировка фронта в ходе предшествующего сражения сложилась в направлении главного удара. Это не требовало сложных перегруппировок войск, и подготовка операции могла быть проведена в более ограниченные сроки. И наконец, в-четвёртых, применение танковых армий на решающем направлении обеспечивало быстрый прорыв обороны немецких войск и стремительное наступление войск фронта и глубину.

## Силы сторон
| Вермахт | РККА |
| --- | --- |
| Группа армий «Юг» (генерал-фельдмаршал Манштейн, Эрих фон) | 1-й Украинский фронт (генерал армии Ватутин, Николай Фёдорович) |
| - 4-я танковая армия (генерал полковник Э.Раус) - 291-я пехотная дивизия (генерал артиллерии К.Херцог) - 333-я пехотная дивизия - 217-я пехотная дивизия (дивизион командир В. Поппе) - 7-я танковая дивизия (генерал-майор Х. Мантойфель) - 208-я пехотная дивизия (генерал артиллерии Х. Пикенброк) - 340-я пехотная дивизия (генерал артиллерии Э. Вернер) - 213-я охранная дивизия (генерал лейтенант А. Гёшен) - 68-я пехотная дивизия (генерал артиллерии П. Шойерпфлюг) - 454-я охранная дивизия (Ф. Йекельн) - 2-я танковая дивизия СС «Рейх» (штандартенфюрер Г. Б. Ламмердинг) - 19-я танковая дивизия (генерал-майор Х. Кельнер) - 88-я пехотная дивизия (генерал-лейтенант граф Г. фон Риттберг) - 198-я пехотная дивизия (генерал-лейтенант Х. фон Горн) - 82-я пехотная дивизия (генерал-лейтенант Х. Хайне) - 1-я танковая дивизия СС «Лейбштандарт СС Адольф Гитлер» (бригадефюрер СС Т. Виш) - 20-я моторизованная дивизия (генерал-лейтенант Г. Яуэр) - 1-я танковая дивизия (генерал-майор В. Крюгер) - 168-я пехотная дивизия (генерал-майор В. Шмидт-Хаммер) - 7-я пехотная дивизия (генерал-майор Ф. фон Раппард) - 96-я пехотная дивизия (генерал-лейтенант Р. Вирц) - 13-я танковая дивизия (генерал-майор Х. Микош) - 202-й дивизион штурмовых орудий - 239-й дивизион штурмовых орудий - 249-й дивизион штурмовых орудий - 249-й дивизион штурмовых орудий - 261-й дивизион штурмовых орудий - 276-й дивизион штурмовых орудий - 280-й дивизион штурмовых орудий - 509-й тяжёлый танковый батальон (майор Гирка) - 1-я танковая армия (генерал-полковник Х. Хубе) - 8-я танковая дивизия (генерал-майор С. Фихтнер) - 25-я танковая дивизия (генерал-майор Х. Трёгер) - 4-я горнопехотная дивизия (вермахт) (генерал-лейтенант Ю. Браун) - 1-я пехотная дивизия (Генерал-майор Э. Крозиг) - 254-я пехотная дивизия (Генерал-лейтенант А. Тильман) - 16-я танковая дивизия (генерал-майор Х. Бак) - 101-я егерская дивизия (генерал горных войск Э. Фогель) - 17-я танковая дивизия (генерал-майор Карл-Фридрих фон дер Меден) - 506-й тяжёлый танковый батальон (майор Э. Ланге) | - 13-я армия (генерал-лейтенант Н. П. Пухов) - 24-й стрелковый корпус (генерал-майор Н. И. Кирюхин) - 287-я стрелковая дивизия (генерал-майор И. Н. Панкратов) - 149-я стрелковая дивизия (полковник А. А. Орлов) - 140-я стрелковая дивизия (генерал-майор А. Я. Киселёв) - 25-й танковый корпус (генерал-майор Ф. Г. Аникушкин) - 20-я мотострелковая бригада (генерал-майор П. С. Ильин) - 111 танковая бригада (полковник И. Н. Грановский) - 162-я танковая бригада (подполковник И. Ф. Шалыгин) - 175-я танковая бригада (подполковник Д. Ф. Гладнев) - 41 самоходно-артиллерийский полк (подподполковник В. Н. Седов) - 1829-й тяжелый самоходно-артиллерийский полк (майор В. С. Королев) - 150-я танковая бригада (полковник С. Ф. Пушкарев) - 999 самоходно-артиллерийский полк (майор Н. Ф. Кожемячко) - 60-я армия (генерал-полковник И. Д. Черняховский) - 15-й стрелковый корпус (генерал-майор И. И. Людников) - 322-я стрелковая дивизия (полковник П. Н. Лащенко) - 336-я стрелковая дивизия (полковник М. А. Игначев) - 59-й отдельный танковый полк (майор А. А. Шешуков) - 18-й гвардейский стрелковый корпус (генерал-майор И. М. Афонин) - 148-я стрелковая дивизия (полковник А. А. Мищенко) - 1-я гвардейская армия (генерал-полковник А. А. Гречко) - 107-й стрелковый корпус (генерал-майор Д. В. Гордеев) - 328-я стрелковая дивизия (полковник И. Г. Павлович) - 127-я стрелковая дивизия (подполковник В. И. Катрич) - 304-я стрелковая дивизия (полковник М. М. Музыкин) - 94-й стрелковый корпус (генерал-майор И. И. Попов) - 350-я стрелковая дивизия (генерал-майор Г. В. Вехин) - 30-я стрелковая дивизия (полковник В. П. Янковский) - 99-я стрелковая дивизия (полковник И. М. Богданович) - 316-я стрелковая дивизия 11 стрелкового корпуса (полковник Н. П. Охман) - 93-я отдельная танковая бригада (полковник С. К. Доропей) - 1831 самоходно-артиллерийский полк (подподполковник А. К. Куликов) - 3-я артиллерийская дивизия прорыва (генерал-майор артиллерии И. Ф. Санько) - 5-я пушечная артиллерийская бригада (генерал-майор артиллерии А. А. Колесов) - 15-я легкая артиллерийская бригада (полковник Д. Н. Пароваткин) - 116-я тяжелая гаубичная артиллерийская бригада (полковник Б. К. Борисов) - 7-я минометная бригада (генерал-майор артиллерии Д. Н. Жихарев) - 18-я армия (генерал-полковник К. Н. Леселидзе) - 22-й стрелковый корпус (генерал-майор Ф. В. Захаров) - 129-я гвардейская стрелковая дивизия (генерал-майор С. М. Бушев) - 317-я стрелковая дивизия (полковник Н. Т. Жердиенко) - 101-й стрелковый корпус (генерал-лейтенант А. Л. Бондарев) - 161-я стрелковая дивизия (генерал-майор П. В. Тертышный) - 71-я стрелковая дивизия (полковник Н. З. Беляев) - 52-й стрелковый корпус (генерал-майор Ф. И. Перхорович) - 24-я стрелковая дивизия (генерал-майор Ф. А. Прохоров) - 389-я стрелковая дивизия (генерал-майор Л. А. Колобов) - 117-я гвардейская стрелковая дивизия (полковник Т. И. Волкович) - 12-й отдельный гвардейский танковый полк прорыва (подполковник М. И. Ильюшкин) - 17-я артиллерийская дивизия прорыва (генерал-майор артиллерии С. С. Волкенштейн) - 37-я легкая артиллерийская бригада (полковник А. И. Кордюк) - 50-я гаубичная артиллерийская бригада (полковник Н. П. Краснюков) - 92-я тяжелая гаубичная артиллерийская бригада (полковник А. К. Дидык) - 3-я гвардейская танковая армия (гвардии генерал-лейтенант П. С. Рыбалко) - 6-й гвардейский танковый корпус (генерал-майор А. П. Панфилов) - 51-я гвардейская танковая бригада (подполковник М. С. Новохатько) - 52-я гвардейская танковая бригада (подполковник М. Л. Плесеко) - 53-я гвардейская танковая бригада (полковник В. С. Архипов) - 22-я гвардейская мотострелковая бригада (полковник Н. Л. Михайлов) - 1893-й самоходно-артиллерийский полк (подполковник Ф. Е. Басов) - 7-й гвардейский танковый корпус (генерал-майор С. А. Иванов) - 54-я гвардейская танковая бригада (генерал-майор В. Г. Лебедев) - 55-я гвардейская танковая бригада (полковник А. С. Бородин) - 56-я гвардейская танковая бригада (подполковник Т. Ф. Малик) - 23-я гвардейская мотострелковая бригада (полковник А. А. Головачев) - 1419-й самоходно-артиллерийский полк (полковник В. П. Жмакин) - 1894-й самоходно-артиллерийский полк (полковник Г. В. Дубня) - 9-й механизированный корпус (генерал-майор К. А. Малыгин) - 69-я гвардейская механизированная бригада (полковник Л. Х. Дарбинян) - 70-я механизированная бригада (полковник М. Д. Сиянин) - 71-я механизированная бригада (полковник В. В. Луппов) - 91-я отдельная танковая бригада (полковник И. И. Якубовский) - 4-й гвардейский танковый корпус (генерал-лейтенантП. П. Полубояров) - - 12-я гвардейская танковая бригада (полковник Н. Г. Душак) - 13-я гвардейская танковая бригада (полковник Л. И. Бауков) - 14-я гвардейская танковая бригада (полковник В. А. Петров) - 3-я гвардейская мотострелковая бригада (полковник М. П. Леонов) - 5-й гвардейский танковый корпус (генерал-лейтенантА. Г. Кравченко) - - 20-я гвардейская танковая бригада (подполковник С. Ф. Шутов) - 21-я гвардейская танковая бригада (подполковник П. Ф. Охрименко) - 22-я гвардейская танковая бригада (полковник Н. В. Кошелев) - 6-я гвардейская мотострелковая бригада (подполковник И. С. Чекунов) - 1416-й самоходно-артиллерийский полк (подполковник Д. В. Мохряков) - 1462-й самоходно-артиллерийский полк (майор Г. Г. Мусатов) - 1458-й самоходно-артиллерийский полк (подполковник П. Т. Титаренко) - 38-я армия (генерал-полковник К. С. Москаленко) - 74-й стрелковый корпус (генерал-майор Ф. Е. Шевердин) - 183-я стрелковая дивизия (полковник Л. Д. Василевский) - 305-я стрелковая дивизия (полковник А. Ф. Васильев) - 1-я танковая армия (генерал-лейтенант М. Е. Катуков) - 8-й гвардейский механизированный корпус (генерал-лейтенантС. М. Кривошеин) - 19-я гвардейская механизированная бригада (полковник Ф. П. Липатенков) - 21-я гвардейская механизированная бригада (полковник И. И. Яковлев) - 1-я гвардейская танковая бригада (полковник В. М. Горелов) - 44-я гвардейская танковая бригада (подполковник И. И. Гусаковский) - 354-й гвардейский тяжелый самоходно-артиллерийский полк (майор Г. В. Волков) - 1451-й тяжелый самоходно-артиллерийский полк (подполковник П. Я. Пастухов) - 40-я армия (генерал-лейтенант Ф. Ф. Жмаченко) - 51-й стрелковый корпус (генерал-майор П. П. Авдеенко) - 232-я стрелковая дивизия (генерал-майор М. Е. Козырь) - 340-я стрелковая дивизия (полковник И. Е. Зубарев) - 74-я стрелковая дивизия (полковник М. Д. Кузнецов) - 1-я отдельная чехословацкая пехотная бригада (генерал бригады Л. Свобода) - 87-й отдельный танковый полк (подполковник Г. И. Иванцов) - 25 гвардейская гаубичная артиллерийская бригада большой мощности (полковник М. П. Гинтовт) - 8-я гвардейская истребительно-противотанковая артиллерийская бригада (подполковник Н. Д. Чевола) - 2-я воздушная армия (генерал-майор С. А. Красовский) - 264-я штурмовая авиационная дивизия (подполковник Е. В. Клобуков) - 235-я истребительная авиационная дивизия (генерал-майор И. А. Лакеев) - 4-я гвардейская штурмовая авиационная дивизия (подполковник А. Д. Лахно) |

## Ход операции
К 24 декабря все подготовительный работы были завершены. К началу наступления благодаря решительному массированию сил и средств на участках прорыва была создана оперативная плотность до 2-3 километров на одну дивизию, около 180—200 орудий и миномётов и более 20 танков на 1 км фронта.
Наступлению на направлении главного удара предшествовали боевые действия разведотрядов, которые подтвердили, что оборона немцев строится по системе сильных узлов сопротивления, выявили целый новых огневых точек и уточнили передний край обороны. В ходе артподготовки немецкая оборона в основном была подавлена, и войска ударной группировки фронта утром 24 декабря перешли в наступление. В целях быстрого прорыва вражеской обороны в сражение были введены танковые армии. К исходу первого дня операции ударная группировка фронта продвинулась на глубину от 10 до 15-20 км танковыми и 5-7 км общевойсковыми армиями.
25 декабря операция продолжалась, но войскам фронта пришлось испытать большие трудности. Резко ухудшилась погода, начались дожди. Это ограничивало применение авиации. Главную роль в огневом подавлении войск противника играла артиллерия. Однако советские войска упорно продвигались вперёд. Части 38 армии освободили Брусилов, а соединения 1 танковой армии продвинулись на расстояние до 20 км. В этот же день утром в наступление перешла 40-я армия. Её соединения во взаимодействии с 38 армией и мотопехотой 1 танковой армии заняли районный центр Корнин. К исходу второго дня наступления ударная группировка фронта выполнила свою ближайшую задачу — прорвала оборону немецких войск на фронте до 80 км и на глубину до 20-30 км. Были созданы благоприятные условия для оперативного преследования врага силами танковых армий. Группировку, отступающую из района Радомышль на Житомир преследовали по параллельным путям: с юго-востока — 3-я гвардейская танковая армия, а с северо-востока — 4-й гвардейский танковый корпус. Части, отходившие из под Брусилова на Казатин преследовала 1 танковая армия.. Особенно серьёзные потери понесли те немецкие дивизии, которые попали под удар главной группировки войск фронта, среди них 25-я танковая, 208, 291-я пехотные дивизии и многие другие.
В полдень 26 декабря, как и предусматривалось планом операции, в наступление перешла своим левым крылом 60-я армия. К исходу дня её соединения продвинулись на 25 км. Успешно развивалось наступление войск 3-й гвардейской танковой армии, которая все свои силы направила для удара в тыл малинско-радомышльской группировке противника и к исходу дня подошла к Коростышеву. 26 декабря 328-я стрелковая дивизия (командир дивизии полковник И. Г. Павловский) 1-й гвардейской армии овладела важным узлом сопротивления — Радомышлем. Войска 13-й армии силами 181-й стрелковой дивизии генерал-майора А. А. Сараева, части сил 112-й и 397-й дивизий 29 декабря выбили противника из Коростеня.
В последующие дни наступление успешно развивалось. К вечеру 29 декабря немецкий фронт был прорван на полосе до 300 км и на глубину до 100 км, освобождено около 1 тысячи населённых пунктов, среди которых города и крупные железнодорожные узлы Коростень и Казатин.
К концу декабря оперативная обстановка в полосе 4-й танковой армии для немецкого командования сложилась весьма невыгодно. Поэтому оно приняло ряд мер с целью ликвидации прорыва советских войск. На житомирское направление с других участков фронта были выдвинуты четыре пехотные дивизии и одна бригада. Также были переброшены танковая дивизия СС «Адольф Гитлер», 1-я и 25-я танковые двизии, а также 20 моторизованая дивизия. С юга, из-под Кривого Рога, в район боевых действий прибыло управление 1-й танковой армии. Эта армия, объединив соединения, переданные из состава 4-й танковой и 8-й армий, получила задачу прикрыть винницкое и уманское направления. Стремясь удержать в своих руках узлы железных, шоссейных и грунтовых дорог, которые вели к Житомиру и Бердичеву, немцы предпринимали контрудары пехотой и танками. Сильный удар тремя танковыми дивизиями был нанесён по войскам 38-й и 1-й танковой армий из района восточнее Бердичева. Усилились контратаки и на других участках наступления войск фронта.
30 декабря бои развернулись непосредственно на ближних подступах к Житомиру , Бердичеву и Белой Церкви. Немцы намеревались упорно оборонять город, являвшийся важным узлом коммуникаций. Командование 1-го Украинского фронта своевременно и правильно оценило сложившуюся обстановку. Оно решило разгромить вражеские войска одновременным ударом с флангов и с фронта. 3-я гвардейская танковая армия перерезала железную дорогу Житомир-Бердичев, изолировав житомирскую группировку немцев от их бердической группировки, и развивала наступление на Троянов. Одновременно войска 60-й армии, обходя Житомир с северо-запада, перерезали железнодорожную и шоссейную дороги Житомир-Новоград-Волынский, а 4-й гвардейский танковый корпус генерала П. П. Полубоярова прорвался в район Высокая Печь и перерезал шоссейную дорогу от Житомира на запад. В результате глубокого охвата флангов житомирской группировки противника оборонительные мероприятия врага в районе Житомира потеряли своё значение. Угроза окружения, нависшая над войсками, вынудила германское командование поспешно оставить этот крупный узел сопротивления. На следующий день город был очищен от противника войсками 1-й гвардейской и 18-й армий.
С началом наступления войск 1-го Украинского фронта в тылу врага активизировали свои действия партизаны. Соединение под командованием С. Ф. Маликова освободило Игнатполь (20 км северо-восточнее н/п Коростень), Лугины (20 км северо-западнее н/п Коростень) и содействовало войскам 13-й армии в освобождении Коростеня. Другие партизанские отряды взрывали железные дороги и мосты, нападали на склады горючего и боеприпасов, штабы и узлы связи врага.
В период с 2 по 5 января советские войска с тяжёлыми боями продвигались вперёд. На правом крыле фронта войска 13-й армии с приданными частями 25-го танкового корпуса в ходе двухдневных боёв освободили город Новоград-Волынский. Немецкое командование, усилив свою группировку в этом районе частями 16-й танковой дивизии, переброшенной из Белоруссии предпринимал неоднократные контратаки, которые были отбиты.
На левом крыле фронта 4 января войска 40-й армии совместно с 27-й армией овладели городом Белая Церковь. В боях за Белую Церковь совместно с советскими частями сражались воины 1-й Чехословацкой бригады под командованием Л. Свободы. 50-й гвардейский танковый корпус, приданный 40-й армии, продолжал наступление на Ставице.
5 января соединения 18-й армии во взаимодействии с 38-й и 1-й танковой армией освободили Бердичев.
С падением Белой Церкви и Бердичева, крупных опорных пунктов, для немцев усилилась угроза охвата всей группировки, находившейся в районе Корсунь-Шевченковский, Звенигородка, Шпола. Стремясь не допустить этого немецкое командование начало дополнительно перебрасывать соединения с других участков фронта и их резерва группы армий «Юг». Особенно сильное сопротивление советским войскам оказывалось в полосе наступления 38-й и 1-й танковой армий, развивающих наступление на Винницу. Усилились контратаки против 13,60,1-й гвардейской и 18-й армий. Немцы активной обороной стремились выиграть время для подготовки оборонительного рубежа по рекам Случь, Горынь и Южный Буг.
В период с 10 по 12 января интенсивность борьбы ещё больше возросла. На правом крыле фронта войска 13-й армии, развивая наступление,11 января овладели городом Сарны, а передовыми отрядами вышли к рекам Горынь и Стырь. 60-я армия с тяжёлыми боями медленно продвигалась на шепетовском направлении. Немцы, сосредоточив против войск армии крупные силы, оказал упорное сопротивление. 13 января командующий фронтом с разрешения Ставки ВГК приказал 13-й и 60-й армиям закрепиться на достигнутых рубежах и приступить к обороне.
В центре фронта на винницком направлении развернулись ожесточённые бои. К 10 января немецкое командование сосредоточило юго-восточнее Винницы три танковые, четыре пехотные дивизии, танковый батальон и два дивизиона штурмовых орудий. Этими силами был нанесён мощный контрудар по выдвинувшимся вперёд соединениям 1-танковой и 38-й армий. Спустя некоторое время противник силами 6-й и 17-й танковых дивизий, 506-го танкового батальона (батальон имел на вооружении тяжёлые танки типа «Тигр») и 249-го дивизиона штурмовых орудий 3-го танкового корпуса 1-й танковой армии нанёс контрудар по прорвавшимся в район Христиновки частям 5-го гвардейского танкового корпуса и 40-й армии. Ему удалось потеснить наши войска, в том числе и части 8-го гвардейского мехкорпуса 1-й танковой армии, которые вели бои на восточной окраине Жмеринки. Нашим войскам 14 января пришлось прекратить наступление на винницком и уманском направлениях и принять меры к отражению контрударов противника. Завязались ожесточённые бои, длившиеся почти две недели. Обе стороны вводили в сражение дополнительные силы пехоты, танков, артиллерии и авиации. Следует отметить, что к этому времени наступление велось по расходившимся направлениям. Фронт наступления расширился до 700 км, между объединениями образовались большие промежутки. Обстановка усложнялась ещё и тем, смежные фланги 1-го и 2-го Украинских фронтов были, по существу, открыты. В частях ощущался недостаток боеприпасов и горючего. Противнику, наносившему удар из районов юго-восточнее Винницы и северо-западнее Умани, не удалось добиться серьёзного успеха; максимальное продвижение его составило не более 25-30 км. Понеся большие потери, враг прекратил атаки, а начавшееся наступление наших войск под Корсунь-Шевченковским вынудило его окончательно перейти здесь к обороне.
Действовавшая на правом крыле фронта 13-я армия, чтобы избежать разрыва с 61-й армией Белорусского фронта, ещё 11 января прекратила наступление главными силами, выдвинув передовые отряды к р. Горыни и заняв Владимирец, Костополь, Тучин. В освобождении Костополя нашим частям содействовали партизаны.
Ставка Верховного Главнокомандования 12 января 1943 года поставила войскам 1-го и 2-го Украинских фронтов задачу окружить и уничтожить группировку немцев в Звенигородско-Мироновском выступе путём смыкания соединений левого фланга 1-го Украинского и правого фланга 2-го Украинского в районе Шполы. Это позволило бы резко улучшить оперативное положение на стыке фронтов и облегчить выход советских войск на Южный Буг. Однако для решения поставленных задач войска 1-го Украинского фронта не имели сил. По этой причине уже 15 января 1944 года командование фронта с разрешения Ставки ВГК отдало приказ о переходе к обороне с целью прочно удерживать занимаемые рубежи, разбить контратакующие части немцев и не допустить их дальнейшего распространения. На этом и закончилось контрнаступление на житомирском направлении.

## Результат
В итоге 22-х дневного наступления войска 1-го Украинского фронта прорвали оборону противника и развивая наступление в западном, юго-западном и южном направлении направлении, продвинулись от 100 до 200 километров, освободили почти полностью Киевскую Житомирскую области, ряд районов Виницкой и Ровенской областей. В результате этой операции войска фронта создали ещё большую угрозу группе армий «Юг» с севера . Достигнутый в результате операции глубокий охват каневской группировки противника способствовал уничтожению её в ходе Корсунь-Шевченковской операции.
В ходе наступления войска фронта разгромили семь немецких дивизий, (в том числе одну танковую и одну моторизованую), которые потеряли до половины личного состава, а две дивизии были расформированы. Опасность угрозы Киеву была окончательно снята.
В результате Житомирско-Бердичевской операции 1-го Украинского фронта (генерал армии Н. Ф. Ватутин) и Кировоградской операции 2-го Украинского фронта (генерал армии И. С. Конев) образовался глубокий выступ, который обороняла крупная группировка противника, включавшая 9 пехотных, 1 танковую дивизию и моторизованную бригаду с многочисленными средствами усиления из состава 1-й танковой и 8-й армий группы армий «Юг» (генерал-фельдмаршал Э. Манштейн). По советским данным, было истреблено 100 тысяч гитлеровцев и ещё 7 тысяч пленено.
Чтобы закрыть образовавшиеся бреши в своей обороне и остановить наступление советских войск на этом участке, врагу пришлось срочно перебросить сюда с других направлений и из резерва 12 дивизий. И без того малочисленные вражеские резервы оказались почти полностью израсходованными, что сказалось на дальнейшем ходе операций. Для парирования последующих ударов советских войск вражеское командование было вынуждено перебрасывать войска из Западной Европы, а также из Румынии, Венгрии, Югославии.

## Награждение отличившихся частей и воинов по итогам операции
- Приказом Верховного Главнокомандующего 30 декабря 1943 года № 52 ознаменование одержанной победы наиболее отличившиеся в боях при овладении городом и крупным железнодорожным узлом Коростень, городами Володарск-Волынский, Червоноармейск, Черняхов, Радомышль, Коростышев, городом и важнейшим железнодорожным узлом Казатин, городом Сквира и занятии свыше 1000 других населённых пунктов соединения и части, а также отличившийся командный состав представить к награждению орденами. В Москве дан салют 20 артиллерийскими залпами из 224 орудий.[9]
- Приказом Верховного Главнокомандующего 1 января 1944 года № 53 в ознаменование одержанной победы соединения и части, отличившиеся в боях за освобождение города Житомир, получили наименование «Житомирских». Войскам, участвовавшим в освобождении Житомира, объявлена благодарность и в Москве дан салют 20 артиллерийскими залпами из 224 орудий.[9][10]
- Приказом Верховного Главнокомандующего 3 января 1944 года № 54 в ознаменование одержанной победы соединения и части, отличившиеся в боях за освобождение города Новоград-Волынский, получили наименование «Новоград-Волынских» и в Москве дан салют 20 артиллерийскими залпами из 224 орудий[9][10]
- Приказом Верховного Главнокомандующего 4 января 1944 года № 55 в ознаменование одержанной победы соединения и части, отличившиеся в боях за освобождение города Белая Церковь, получили наименование «Белоцерковских» и в Москве дан салют 12 артиллерийскими залпами из 124 орудий[9][10]
- Приказом Верховного Главнокомандующего 6 января 1944 года № 56 в ознаменование одержанной победы соединения и части, отличившиеся в боях за освобождение города Бердичев, получили наименование «Бердичевских»[9][10]

За ратные подвиги тысячи воинов армии были награждены орденами и медалями, а 12 наиболее отличившимся было присвоено высокое звание Героя Советского Союза, в том числе А. Ф. Бурде, И. К. Захарову, И. Н. Бойко, В. Н. Подгорбунскому, Г. С. Петровскому, П. И. Орехову.
Командующий состав фронта получил высшие воинский награды: генерал-лейтенант Боголюбов Александр Николаевич, генерал-лейтенант Варенников Иван Семенович, генерал-полковник Гречко Андрей Антонович, генерал-лейтенант Жмаченко Филипп Федосеевич, генерал-лейтенант танк. войск Катуков Михаил Ефимович, генерал-лейтенант авиации Красовский Степан Акимович, генерал-полковник Леселидзе Константин Николаевич, генерал-полковник Москаленко Кирилл Семенович, генерал-лейтенант Пухов Николай Павлович, генерал-лейтенант Черняховский Иван Данилович были отмечены орденом Богдана Хмельницкого 1-й степени.

## Интересный факт
- За проведение Житомиро-Бердичевской операции командующий 1-м Украинским фронтом Н. Ф. Ватутин награждён не был по причине сдачи врагу г. Житомир два раза.
- События, происходившие во время Житомирско-Бердичевской операции, описываются в повести Виктора Курочкина «На войне как на войне», по мотивам которой был снят одноимённый фильм.